# Casa de Jaume Martí
La Casa de Jaume Martí (en francès, Maison Marty Jacques) és un edifici de la vila de Vilafranca de Conflent, a la comarca d'aquest nom, de la Catalunya del Nord.
Està situada en el número 7 del carrer de Sant Joan, a la zona nord-occidental de la vila. Li correspon el número 10 del cadastre.
La casa fa 7,5 m d'amplada. El portal de l'edifici és un bé inventariat com a monument històric. La casa, del segle xiii, té un edifici i un pati a l'esquerra. L'únic element destacable i que es conserva de l'edifici primitiu és la porta d'entrada, de punt rodó; fa 1,76 m d'amplària, i té les arestes aixamfranades finament retallades amb escoda. Antigament estava emmarcada per dues arcades, modernament transformades en finestres. L'espai entre la porta i les arcades, que es conserva, són, de fet, dos pilars aixamfrades a les dues bandes.